# Swedish Open 2000
Die Swedish Open 2000 im Badminton fanden vom 1. bis zum 5. März 2000 in der Arena Kupolen in Borlänge statt. Das Preisgeld betrug 30.000 US-Dollar. Das Turnier hatte damit einen Ein-Sterne-Status im Grand Prix.

## Sieger und Platzierte
| Disziplin    | Gold                                 | Silber                           | Bronze                            |
| ------------ | ------------------------------------ | -------------------------------- | --------------------------------- |
| Herreneinzel | Rasmus Wengberg                      | Lee Hyun-il                      | Martin Hagberg                    |
| Herreneinzel | Rasmus Wengberg                      | Lee Hyun-il                      | Dicky Palyama                     |
| Dameneinzel  | Kanako Yonekura                      | Sujitra Ekmongkolpaisarn         | Marina Andrievskaia               |
| Dameneinzel  | Kanako Yonekura                      | Sujitra Ekmongkolpaisarn         | Miho Tanaka                       |
| Herrendoppel | Kitipon Kitikul Khunakorn Sudhisodhi | Michael Lamp Jonas Rasmussen     | Peter Axelsson Pär-Gunnar Jönsson |
| Herrendoppel | Kitipon Kitikul Khunakorn Sudhisodhi | Michael Lamp Jonas Rasmussen     | Michał Łogosz Robert Mateusiak    |
| Damendoppel  | Jane F. Bramsen Pernille Harder      | Yoshiko Iwata Haruko Matsuda     | Qian Hong Xu Li                   |
| Damendoppel  | Jane F. Bramsen Pernille Harder      | Yoshiko Iwata Haruko Matsuda     | Han Jingna Zeng Yaqiong           |
| Mixed        | Jane F. Bramsen Jonas Rasmussen      | Fredrik Bergström Jenny Karlsson | Peter Blackburn Rhonda Cator      |
| Mixed        | Jane F. Bramsen Jonas Rasmussen      | Fredrik Bergström Jenny Karlsson | Pernille Harder Michael Lamp      |

## Finalresultate
| Disziplin    | Sieger                               | Gegner                           | Ergebnis           |
| ------------ | ------------------------------------ | -------------------------------- | ------------------ |
| Herreneinzel | Rasmus Wengberg                      | Lee Hyun-il                      | 15:12, 15:11       |
| Dameneinzel  | Kanako Yonekura                      | Sujitra Ekmongkolpaisarn         | 11:9, 10:13, 13:10 |
| Herrendoppel | Kitipon Kitikul Khunakorn Sudhisodhi | Jonas Rasmussen Michael Lamp     | 15:8, 15:11        |
| Damendoppel  | Pernille Harder Jane F. Bramsen      | Yoshiko Iwata Haruko Matsuda     | 15:12, 17:15       |
| Mixed        | Jonas Rasmussen Jane F. Bramsen      | Fredrik Bergström Jenny Karlsson | 15:6, 17:14        |

## Halbfinalresultate
| Disziplin    | Sieger                               | Gegner                            | Ergebnis           |
| ------------ | ------------------------------------ | --------------------------------- | ------------------ |
| Herreneinzel | Rasmus Wengberg                      | Dicky Palyama                     | w.o.               |
|              | Lee Hyun-il                          | Martin Hagberg                    | 15:7, 15:2         |
| Dameneinzel  | Kanako Yonekura                      | Marina Andrievskaia               | 11:7, 11:1         |
|              | Sujitra Ekmongkolpaisarn             | Miho Tanaka                       | 7:11, 11:5, 11:5   |
| Herrendoppel | Kitipon Kitikul Khunakorn Sudhisodhi | Peter Axelsson Pär-Gunnar Jönsson | 15:12, 8:15, 15:11 |
|              | Jonas Rasmussen Michael Lamp         | Robert Mateusiak Michał Łogosz    | 10:15, 15:9, 15:8  |
| Damendoppel  | Yoshiko Iwata Haruko Matsuda         | Qian Hong Xu Li                   | 15:17, 15:3, 15:8  |
|              | Pernille Harder Jane F. Bramsen      | Han Jingna Zeng Yaqiong           | 17:15, 15:10       |
| Mixed        | Jonas Rasmussen Jane F. Bramsen      | Peter Blackburn Rhonda Cator      | 15:6, 15:13        |
|              | Fredrik Bergström Jenny Karlsson     | Michael Lamp Pernille Harder      | 15:11, 9:15, 17:15 |

## Viertelfinalresultate
| Disziplin    | Sieger                               | Gegner                            | Ergebnis          |
| ------------ | ------------------------------------ | --------------------------------- | ----------------- |
| Herreneinzel | Dicky Palyama                        | Rikard Magnusson                  | 15:3, 15:12       |
|              | Rasmus Wengberg                      | Boonsak Ponsana                   | 15:13, 15:13      |
|              | Lee Hyun-il                          | Kasper Fangel                     | 15:7, 15:4        |
|              | Martin Hagberg                       | Hwang Sun-ho                      | 15:4, 17:16       |
| Dameneinzel  | Kanako Yonekura                      | Xu Li                             | 11:3, 11:4        |
|              | Marina Andrievskaia                  | Sun Jian                          | 11:7, 13:12       |
|              | Sujitra Ekmongkolpaisarn             | Joanna Szleszyńska                | 11:0, 11:1        |
|              | Miho Tanaka                          | Zeng Yaqiong                      | 7:11, 11:5, 11:3  |
| Herrendoppel | Kitipon Kitikul Khunakorn Sudhisodhi | Takuya Katayama Yuzo Kubota       | 15:3, 15:5        |
|              | Peter Axelsson Pär-Gunnar Jönsson    | Kristian Langbak Peter Steffensen | 15:6, 7:15, 15:9  |
|              | Jonas Rasmussen Michael Lamp         | Svetoslav Stoyanov Mihail Popov   | 15:12, 15:10      |
|              | Robert Mateusiak Michał Łogosz       | David Bamford Peter Blackburn     | 15:2, 15:7        |
| Damendoppel  | Yoshiko Iwata Haruko Matsuda         | Anna Lundin Jenny Karlsson        | 15:1, 15:0        |
|              | Qian Hong Xu Li                      | Gail Emms Joanne Wright           | 15:12, 15:4       |
|              | Pernille Harder Jane F. Bramsen      | Kim So-yeon Jung Yeon-kyung       | 15:7, 15:7        |
|              | Han Jingna Zeng Yaqiong              | Rhonda Cator Amanda Hardy         | 15:0, 15:7        |
| Mixed        | Jonas Rasmussen Jane F. Bramsen      | Ola Molin Johanna Persson         | 15:8, 15:12       |
|              | Peter Blackburn Rhonda Cator         | Ove Svejstrup Britta Andersen     | 15:2, 7:15, 15:11 |
|              | Fredrik Bergström Jenny Karlsson     | Jesper Thomsen Qian Hong          | 8:15, 15:10, 15:7 |
|              | Michael Lamp Pernille Harder         | Mathias Boe Tine Rasmussen        | 8:15, 15:10, 15:4 |